# Håkon IV
Pour les articles homonymes, voir Haakon.
Håkon Håkonsson (Hákon Hákonarson en vieux norrois), également appelé Håkon IV ou Håkon l'Ancien, est né en 1204 et mort le 15 décembre 1263. Il est roi de Norvège de 1217 à sa mort. Son règne de quarante-six ans, le plus long de l'histoire du pays depuis celui de Harald à la Belle Chevelure, voit la fin d'une longue guerre civile entre les Birkebeiner et les Bagler et permet à la Norvège de connaître une période de paix et de prospérité. Il est principalement connu grâce à la Hákonar saga Hákonarsonar, une saga rédigée par l'Islandais Sturla Thórðarson à la demande du fils et successeur de Håkon, Magnus.

## L'enfance d'Håkon

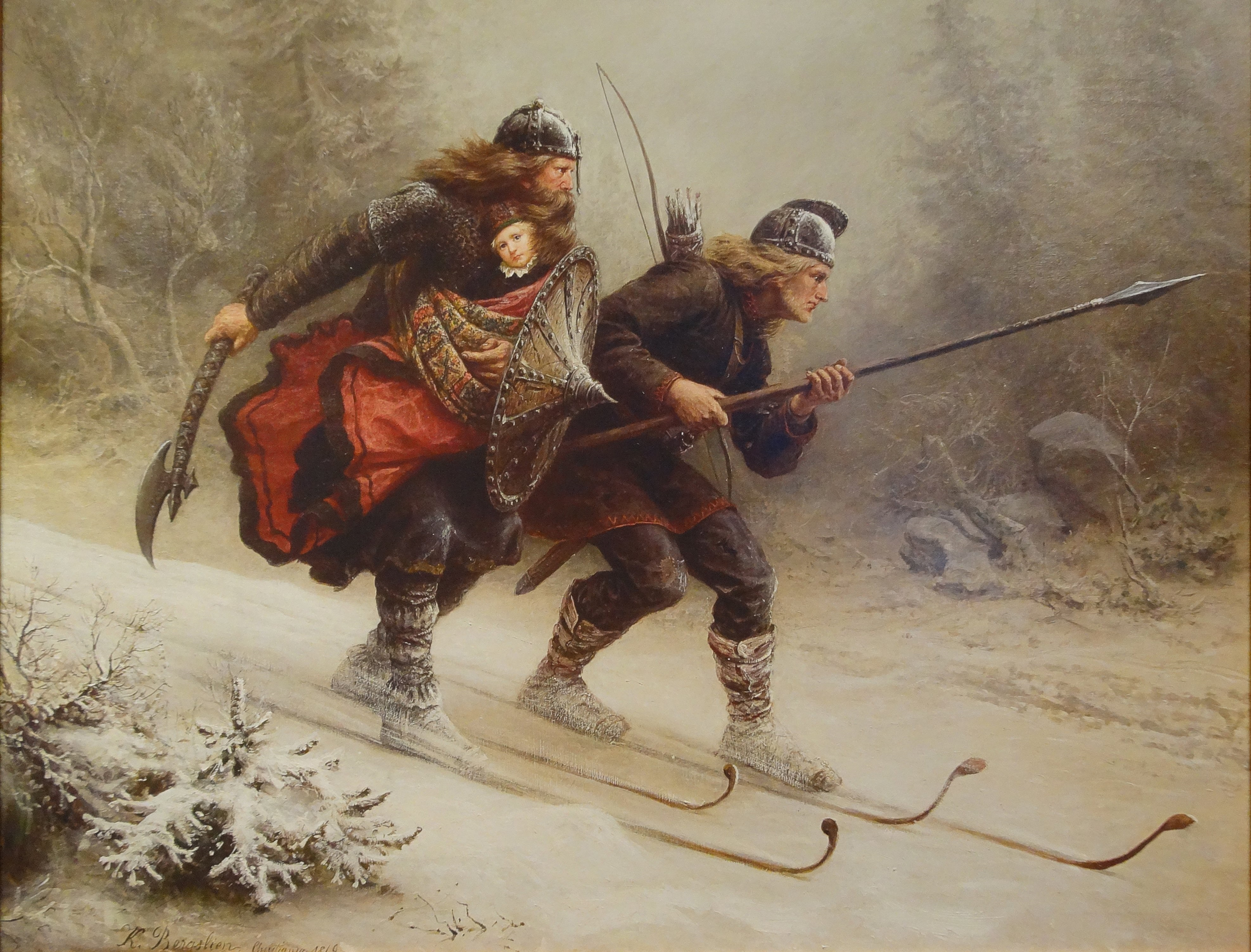
Birkebeiner emportant le jeune Håkon en sûreté par Knud Bergslien ; peinture du XIXe siècle.

On savait qu'Inga de Varteig, la mère d’Håkon, avait été la maîtresse du roi Håkon III de Norvège Sverresson dans les derniers mois de son existence et qu’elle se trouvait enceinte lors de sa mort. Craignant pour la vie de son enfant, Inga avait accouché dans le plus grand secret à Fölkinsborg dans l'actuelle commune d'Eidsberg en mars/avril 1204.
Le prêtre Thrond, qui seul connaît le secret de la jeune femme, lui conseille de demander l’appui d’Erlend de Husabö, un partisan de la famille de Sverre. L’hiver suivant, dans la plus grande discrétion, ils se rendent en Oppland puis dans l’Hedmark où se trouvent deux Sysselmönd Birkebeiner : Fredrik Slaffe et Gjavald Gaute, ainsi que leurs partisans, bien que l’évêque Ivar Skjaalge d’Hamar, soit depuis toujours un des pires ennemis de la famille de Sverre. La naissance d’un fils de roi ne pouvait néanmoins rester longtemps secrète et Inga décide de finalement confier le sort de son enfant à l’homme qui lui paraissait le moins dangereux : le roi Inge II Bárdarson. Elle fit bien car ils furent poursuivis en route par les émissaires de l’évêque d'Oslo Nicolas Arnesson qui, on ne sait comment, avait été informé... Inge II Bárdarson reçut fort bien le jeune Håkon et le fit élever à sa cour avec son propre fils le bâtard Guttorm († 1223/35) que lui avait donné sa concubine Gyrith.
En 1217, à la disparition du roi Inge II de Norvège, son fils illégitime est écarté du trône ainsi que son demi-frère consanguin Skúli Bárdarson qui ne descendait pas même en ligne féminine de la famille royale. La Hird profitant de l’absence de l’archevêque exige que l’on procède sans tarder à l’élection d’un nouveau roi. Par attachement à la famille et aussi sans doute à la politique de Sverre, Håkon Haakonarsson est élu par les « Birkebeiner » conduits par l’influent Vegard de Veradal qui avait épousé sa mère Inga en 1207. Toutefois, l’archevêque Guttorm (1215 † 1224) et les évêques refusent de reconnaître Haakon s'il ne fournit pas les preuves de sa légitimité...

## Les prétendants à la couronne
À cette époque, Skúli Bárdarson émet en effet pour la première fois des doutes sur la  légitimité de la naissance d’Håkon et Inga de Varteig doit commencer le jeûne préparatoire à l’épreuve du fer rouge mais le chapitre de la cathédrale s’arrange pour qu’elle n’ait pas lieu. Skúli Bárdarson ne peut finalement empêcher l’élection du jeune prétendant, il doit se contenter du titre de jarl et devient régent de facto (1217-1223) avec un tiers des revenus du royaume. En 1218, Inga subit finalement à Bergen devant l’archevêque et les évêques avec succès l’épreuve du fer rouge.
Cette même année, une nouvelle bande de rebelles, les « Slitungs », se rassemblent dans la région frontalière de Marker autour d’un prétendant Bene ou Benedickt qui se proclame être pour une nouvelle et dernière fois un fils illégitime de Magnus Erlingsson ! Ce mouvement est rapidement dispersé par les forces désormais unies des Bagler et des Birkebeiner.
Pendant ce temps, les opposants irréductibles organisent un soulèvement et proclament roi Sigurd Ribbung, fils de l’ancien roi des Bagler Erling Steinvegg. Ce nouveau parti prend le nom des « Ribbunger », il troublera l’ordre jusqu’à la capture du prétendant en 1223.
Les  fiançailles officielles de Håkon IV et de Margrete Skulesdatter († 1270), la fille aînée de Skúli Bárdarson âgée de 10 ans, sont célébrées en 1219 à Bergen. Chacun veut y voir le symbole de l’union étroite entre le jeune roi et l’ambitieux jarl.
Une grande assemblée est convoquée à Bergen le 29 juillet 1223. Elle comprend les principaux notables civils et religieux dont l’archevêque et les évêques norvégiens, le jarl Jon et l’évêque Bjarni des Orcades, l’évêque Sörkve des îles Féroé et l’archidiacre Nicolas des Shetland ainsi que les Lendermönd, les Lagmönd et les Sysselmönd de l’ensemble du royaume dont l’influent Gregorius Kik, époux de Cecilia la fille du roi Sverre.
L'assemblée doit choisir un roi parmi cinq candidats au trône : Håkon, Skúli, Guttorm le fils illégitime de Inge II de Norvège, Sigurd Ribbung le fils de Erling Steinvegg, Knut Håkonsson le fils de Håkon Galin. Skúli Bárdarson doit accepter qu’elle confirme définitivement le droit héréditaire au trône d’Håkon. Le jarl conserve toutefois le tiers du royaume qu’il administrait mais il s’agit des districts du Nord traditionnellement les plus favorables à la famille de Sverre.
L’année suivante, Skúli Bárdarson, qui avait la garde de Sigurd Ribbung, le laisse s’échapper. Cela n’empêche pas la célébration le 25 mai 1225 du mariage d’Håkon et de Margareta.

## La victoire d'Håkon

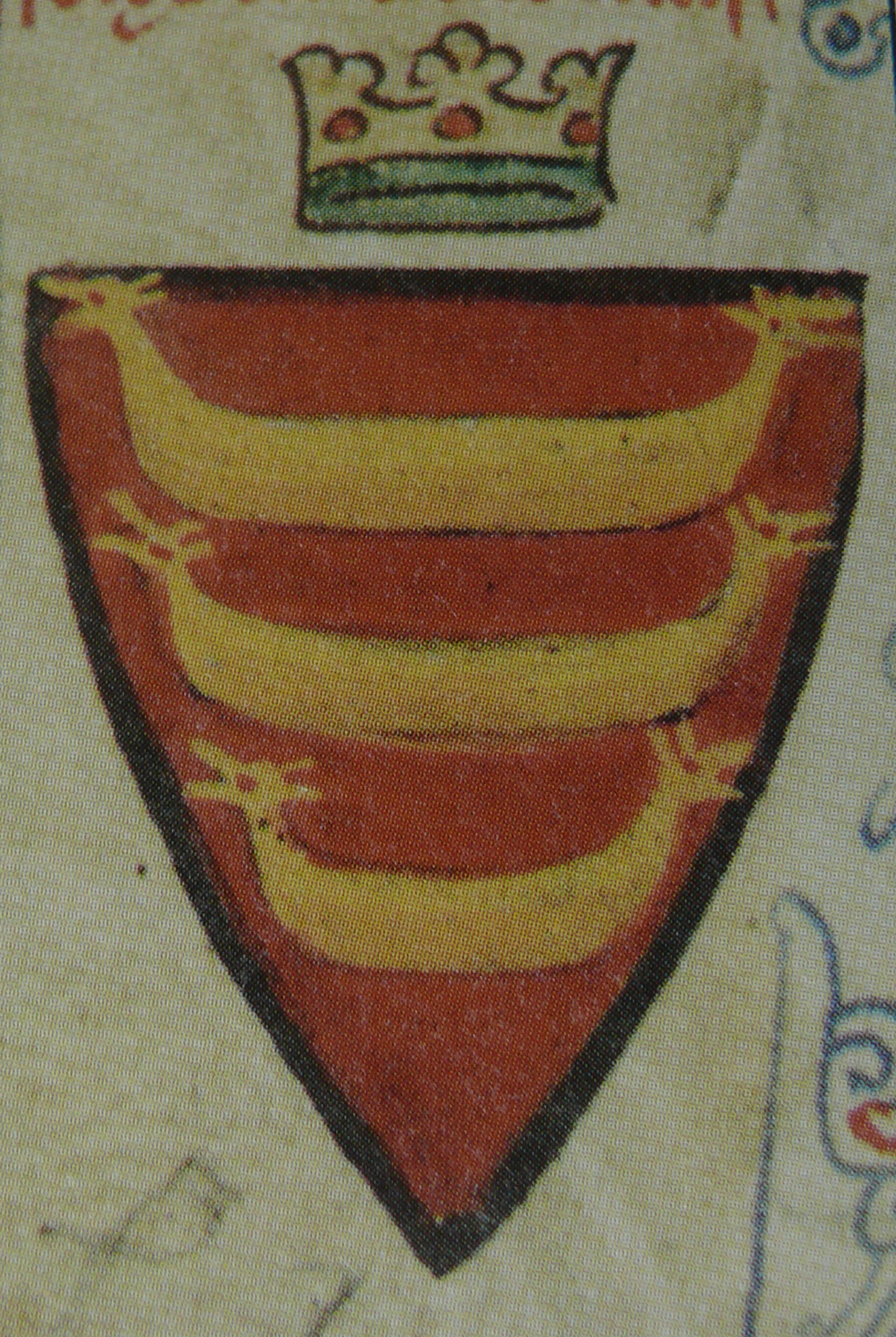
Armoiries de Håkon IV de Norvège.

En 1226, lors de la mort de Sigurd Ribbung, son parti tente de relancer la lutte en choisissant comme second roi des « Ribbungers », Knut Håkonsson qui était le fils de l’ancien régent le jarl Håkon Galin et le neveu du roi Inge Baardson. Le roi Håkon désamorce rapidement la crise et se fait un ami fidèle de Knut qui se soumet et disperse sa troupe. L’année suivante, Knut épouse Ingerid († 1232), seconde fille de Skúli Bárdarson et sœur de la reine Margareta, ce qui scelle son accord avec le roi.
En 1229, lors du départ du noble Anders Skjalderband pour un pèlerinage à Jérusalem, sa femme Ingeborg conduit son fils Peter auprès de Skúli Bárdarson et proclame officiellement que l’enfant est de lui. La  présence de cet héritier mâle ravive les ambitions royales du jarl qui reprend ses intrigues.
En 1233, Skúli Bárdarson est convoqué à Bergen devant une assemblée pour répondre de ses nombreuses machinations. Le roi exige des membres de la Hird du jarl le serment de fidélité. En 1234, Inga de Varteig, la mère du roi disparaît.
L’année suivante, une première révolte ouverte de Skúli Bárdarson éclate, un compromis est trouvé dès 1237 et Skúli est fait Hertug (duc), titre utilisé à cette occasion pour la première fois en Norvège. Malgré cela, Skúli décide d’usurper le pouvoir et se fait proclamer roi à Trondheim le 6 novembre 1239.
le 6 mars 1240, les premières troupes envoyées par Håkon pour le combattre et qui sont commandées par Knut Håkonsson
sont battues à Laaka. Cependant le 22 avril, Skúli Bárdarson est  surpris par le roi à Oslo et il est obligé de s’enfuir à Nidaros par voie de terre mais la ville est déjà tombée entre les mains des troupes royales et son fils Peter est tué le 22 mai. L’usurpateur traqué est tué à son tour dans sa fuite à Elgesäter près de Trondheim le 24 du même mois.
La disparition de Skule met fin définitivement aux guerres civiles qui ensanglantaient la Norvège depuis plus d’un siècle. Le triomphe d’Håkon Hakonsson qui rétablit une monarchie forte est concrétisé par sa reconnaissance officielle par le Pape Innocent IV et son couronnement en présence de l’archevêque Sigurd Tafsi Eindridasson (1231-1252) par le Légat pontifical Guillaume de Sabine à Bergen le 29 juillet 1247.
Après les troubles liés à son avènement, le long règne d’Håkon Haakonarsson ouvre une période calme en Norvège. Le roi s’impose d’abord en Scandinavie, complète l’empire atlantique de la Norvège (Hébrides), et noue des relations cordiales avec plusieurs nations d’Europe occidentale et méridionale. À l’intérieur, il remet de l’ordre dans les finances, rétablit le calme, puis cherche à apaiser la discorde entre l’État et la papauté. Il installe sa capitale à Bergen.

## Politique extérieure

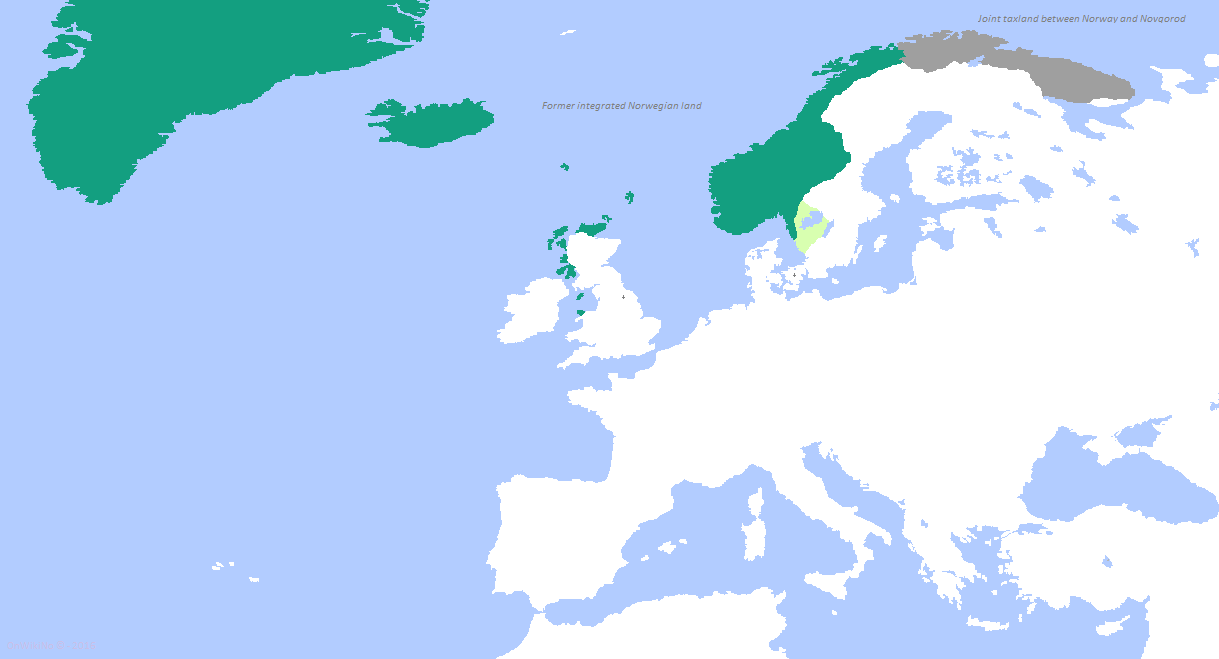
Le royaume de Norvège lors de sa plus grande extension vers 1265.

Depuis le règne de Harald Ier de Norvège, les rois de Norvège avaient toujours considéré que les archipels et îles situés au large de l’Écosse étaient des dépendances  de leur royaume. Pendant la centaine d’années de guerre civile qui venait de s'achever l’action des nombreux rois qui s’étaient succédé sur le trône avait été des plus faibles. Les dernières interventions d’envergure dataient en fait du règne roi Magnus III de Norvège.
Les îles occidentales étaient depuis 1156 divisées entre deux entités : le royaume de Man et des Hébrides extérieures et celui des Hébrides intérieures partagées entre des clans celto-nordiques issus de Somerled d’Argyll mort en 1164. Håkon IV estimait qu’il était temps de reprendre en mains ces territoires. Dès 1230, le roi Håkon avait envoyé une flotte aux Hébrides sous le commandement d’Ospakr, un petit-fils de Somerled et de Olaf Svarti, roi de l’île de Man et des Hébrides extérieures de 1226 à 1237. Le premier avait reçu le titre de roi des Hébrides intérieures et le second des forces destinées à décourager une éventuelle invasion de son royaume par le comte écossais Alan de Galloway. Ospak est tué dès 1231 par un jet de pierre lors d’un combat sur l’île de Bute mais Olaf reste roi de Man jusqu’à sa mort le 21 mai 1237. À cette époque, le roi Alexandre II d'Écosse entreprend des démarches auprès de la Norvège afin d’obtenir le rattachement des îles à son royaume. Håkon refuse fermement de lui vendre Man et les deux archipels. Le jeune Harald de Man, fils et successeur d’Olaf II de Man, va en Norvège en 1239 et le roi lui confirme son héritage. Pour éviter un rapprochement avec le roi d’Angleterre qui avait fait Harald chevalier en 1246, le roi Håkon le convoque de nouveau à Bergen et lui fait épouser sa fille illégitime la princesse Cécila. Le jeune couple périt malheureusement en mer au large des Shetland en retournant dans son royaume. En 1248, deux féodaux des Hébrides sollicitent de nouveau le roi Håkon, il s’agit de Jón Dungaðarson et Dugáll Ruðrason, tous deux également descendants de Somerled, pour obtenir le titre de roi des îles Hébrides intérieures. Haakon accorde le titre à Jon qui passe l’hiver à Bergen avant de prendre possession de son royaume où il régnera jusqu’en 1263.   
En 1256, une campagne navale est menée contre la province danoise du  Halland. Les forces du roi Håkon menacent un moment Copenhague. Mettant à profit les luttes sanglantes qui déchirent les clans de l’oligarchie Islandaise et qui coûtent à la vie à Snorri Sturluson en 1241, le roi Håkon obtient en 1263 la soumission de l’Islande où les paysans acceptent de payer l’impôt. Deux ans avant en 1261, les communautés norvégiennes du Groenland avaient également accepté la suzeraineté norvégienne.
En 1262, les habitants des Hébrides adressent des messages alarmants au roi Håkon. Le comte écossais William de Ross organise des incursions de pillages répétées dans les îles et le roi Jon était prêt à se reconnaître vassal du roi Alexandre III d'Écosse. Haakon rassemble alors une formidable flotte dont il prend personnellement le commandement. Le 8 juillet 1263, la flotte cingle vers les Shetland où le roi fait une escale de 15 jours, elle se rend ensuite aux Orcades où elle reçoit des renforts mais pas la participation du jarl Magnus II Gibbonsson. C'est le début de la guerre écosso-norvégienne. D'autres navires conduits par Magnus Olafson, le nouveau roi de l’Ile de Man, la rejoignent dans le détroit de Skye. L'armada compte alors 200 bateaux. Les différents chefs des Hébrides Intérieures et de la côte d'Argyll dont Jón Dungaðarson se soumettent. Le roi Håkon adresse alors à Alexandre III d'Écosse des propositions de paix qui restent sans suite. Pendant ce temps, les équipages de cinq navires échoués sur la côte sont massacrés le 2 octobre à la bataille de Largs par les Écossais qui considèrent qu’ils ont remporté la victoire. Le roi Håkon donne alors la royauté des Hébrides intérieures à Dugáll Ruðrason, roi de 1263 à 1266, et repart vers les Orcades où il arrive le 29 octobre. Fatigué et malade, il décide de passer l’hiver à Kirkwall dans le palais de l’évêque Heinrkr, où il meurt le 15 décembre 1263. Son corps est provisoirement déposé dans la cathédrale Saint-Magnus et au printemps, il est transféré à Bergen où il est inhumé dans la cathédrale.

## Famille d'Håkon

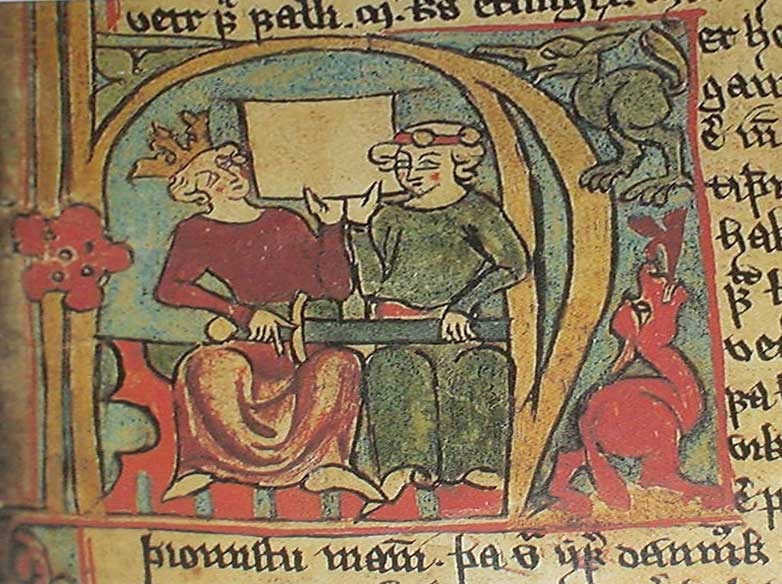
Håkon et son fils Magnus.

De l'union d'Håkon IV de Norvège et Margrete Skulesdatter naquirent quatre enfants :
- Olaf Hakonsson, né en 1227, mort en 1230/1240 ;
- Håkon de Norvège le Jeune, né le 10 novembre 1232 et mort le 30 avril ou le 5 mai 1257 ;
- Christina, née en 1234 et morte en 1262. Elle épousa le 31 mars 1258 Philippe, infant de Castille (mort le 28 novembre 1274) ;
- Magnus VI de Norvège Lagaböte, né le 1er mai 1238. Roi de Norvège après son père.

Par ailleurs, Håkon IV de Norvège était le père de deux enfants illégitimes nés de sa relation avec Kanga Unge (c'est-à-dire : la Jeune) :
- Sigurd Kongsson, né vers 1235, mort en 1254 ;
- Cecilia Hakonsdatter, mariée en 1241 avec Gregorius Andersson et en 1248 avec Harald Olafsson, roi de Man. Le couple disparaît en mer en 1248.

## Dans la culture
La longue lutte du jeune roi Håkon IV contre le prétendant Skúli Bárdarson est le sujet du drame d'Henrik Ibsen : Kongs-Emnerne  (titre français : Les Prétendants à la couronne), publié par Johan Dahl à Christiania en octobre 1863. Première représentation : 17 janvier 1864 au « Christiania Theater ». En français, le récit se trouve dans : Œuvres complètes d'Henrik Ibsen, texte français Pierre Georget La Chesnais, Librairie Plon, Paris, 1930-1945, 16 vol. Tome VI, Œuvres de Kristiania second séjour, (suite), 1934 : La Comédie de l'amour (1862) / Les Prétendants à la couronne (1863).
Plus récemment, le film historique norvégien The Last King (titre original du film : Birkebeinerne), réalisé par Nils Gaup et sorti en 2016, évoque les aventures de loyalistes Birkebeiner pour la protection de l'enfant Haakon Haakonsson, héritier du trône de Norvège après la mort de son père.